# Citera

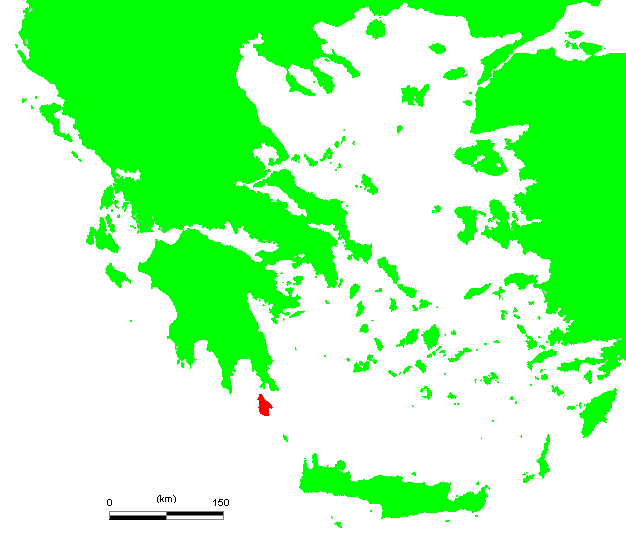
Localización de Citera en Grecia.

Citera (en griego Κύθηρα, Kýthira; en latín Cythera, en italiano Cerìgo) es una isla griega localizada al sudeste de la península del Peloponeso, administrativamente perteneciente a la periferia de Ática. Tiene una superficie de 284 km², con 30 km de longitud y 15 km de anchura. Contaba con una población de 3.398 habitantes según el censo de 2001. En la época del rococó se creó una imagen de Citera como lugar de libertinaje. Como reflejo de ello el pintor Watteau pintó Peregrinación a la isla de Citera (1717) y Embarque a Citera (1718).
También es uno de los nombres de la diosa Afrodita en la mitología griega.
Su nombre se atribuye a Citeros, el hijo de Fénix, y también se la ha llamado Porfirs o Porfirusa. Fue centro del culto a Afrodita, que la mitología hace nacer en la isla llevada por las olas. La isla produce vino y miel.
En ella se encuentra el Aeropuerto Nacional de la Isla de Citera.

## Historia

### Historia antigua

Embarque a Citera, por Antoine Watteau (c. 1718).

Citera aparece mencionada en una fuente egipcia junto a otros topónimos de lugares del mar Egeo: se trata de una inscripción de una estatua en el templo de Amenhotep III.
Los fenicios tuvieron una factoría que comerciaba con la costa de Laconia. Después de la conquista dórica dependió de Argos, junto con la costa de Laconia del Peloponeso oriental.
En un momento posterior y no datado pasó a los espartanos que la gobernaron por medio de un magistrado anual que llevaba el título de Cytherodice, y tenía una guarnición espartana.
En la guerra del Peloponeso, el general ateniense Nicias ocupó la isla (424 a. C.) desde la que atacó la costa de Laconia.
En esta época la isla tenía tres ciudades: Escandea, Citera de mar y Citera de tierra; 10 trirremes de Nicias ocuparon Escandea y las otras 50 desembarcaron cerca de Citera de mar y ocuparon ésta. Más tarde ocuparon la Citera de tierra. Escandea es probablemente la actual Citera o Cerigo; donde, según Jenofonte, allí había un lugar para desembarcar que se llamaba Foénicos y que probablemente estaría situado en la desembocadura del actual riachuelo Avlémona y la villa de este nombre, que por su nombre cabe suponer que fue el lugar del antiguo establecimiento fenicio. A unos 5 km se ven los restos de una ciudad, hoy llamada Paleópolis, seguramente Citera de tierra, donde estaba el templo de Afrodita.
Los atenienses la perdieron en 413 a. C., pero en 393 a. C. la recuperó Conón inmediatamente después de la batalla naval de Cnido. Permaneció en poder de Atenas hasta la dominación romana.

### Dominio romano
Durante el mandato de Augusto, éste la cedió como propiedad privada a Euricles. En el año 365, la isla fue asolada por un terremoto.
El templo de Afrodita fue centro del culto pagano hasta finales del siglo IV y los emperadores Teodosio (379–395) y Arcadio (395–408), intentaron extirpar estos cultos sin éxito. El lugar de Kastri surgió en el siglo V y fue habitado hasta, por lo menos, el siglo VII, en que fue abandonado por los ataques de los eslavos (que en el 623 ya habían desembarcado en Creta). Los árabes llegaron hacia el 651 y en el 655 atacaron Creta. Tres iglesias existen de estos años: Aghios Panteleimon en la montaña de Palaiokastro, Aghios Kosmas y Damianos, y Aghios Georgios tou Bounou (que después fue monasterio).

### Abandono y soberanía bizantina
La isla permaneció abandonada y hasta la triunfal expedición bizantina dirigida por Stravrakios al centro y sur de Grecia en el 783 no se comenzó a restaurar el dominio bizantino, pero no parece que tampoco hubiera establecimientos permanentes militares hasta después de que Creta fuera reconquistada en el 961. Osios Theodoros, que visitó la isla en tiempos de Romano II (959–963) no encontró ninguno. Theodoros murió como ermitaño en la isla en una iglesia que encontró en el centro; otro acompañante, Antonio, que era muy grande, hubo de marcharse por falta de comida. El cuerpo de Theodoros fue hallado por visitantes del Peloponeso y los déspotas de Esparta ordenaron enterrarlo en lo que fue el origen del monasterio de Osios Theodoros.

### Los Eudaimonoioannis de Monemvàsia y los Venieri
A finales del siglo XII la familia Eudaimonoioannis tuvo la isla como propiedad privada; esta familia junto con los Mamonades y los Sophianoi, dominaban en Monemvasia y habían resistido el asedio de los normandos en 1147. En el 1204 Citera no fue mencionada en el reparto del Imperio, pero se da por supuesto que estaba dentro de la zona veneciana; en el 1205 aún estaba gobernada por Nikolaos Eudaimonoioannis, pero en el 1207 fue nombrado marqués (Marquese di Cèrigo, el nombre italiano Cerigo deriva del eslavo Tzerígo) el patricio veneciano Marco Venieri (que como también tenía tierras en Creta prefirió vivir allí). Pero no por eso se acabó el poder de la familia Eudaimonoioannis; en el 1238 los Venieri y los Eudaimonoioannis enlazaron por matrimonio (la hija de Nikolaos y el hijo de Marco, Bartolomeo Venieri) y Nikolaos cedió la isla como dote a su hija.
En el 1248 la ciudad de Monemvàsia, de quien nominalmente aún dependía la isla fue tomada por los venecianos y franceses después de tres años de asedio, y eso hizo disminuir la influencia de la familia griega, y los Venieri, ocupados en Creta, no se preocuparon de ella. Después de 1261 con la recuperación de Constantinopla, los emperadores bizantinos tomaron posesión de la isla sin oposición, sin duda por la sumisión voluntaria de su gobernador, un miembro de la familia de los Eudaimonoioannis. En el 1275 un enviado de Venecia llegó a Citera, que era gobernada por un oficial bizantino de nombre Paulus Savastos («homine domini Imperatoris et capitaneus dicti loci Cedrigi») que era miembro de la familia de los Monoioannis, una rama de los Eudaimonoioannis. En los años 80 estuvo en la isla Licarios, gran duque de la flota bizantina, por lo que de hecho el dominio veneciano no se ejerció hasta que en 1309 los Venieri, con otro enlace matrimonial, consiguieron controlar otra vez la isla. Los cuatro nietos de Bartolomeo Venieri dividieron la isla en 24 feudos, y se quedaron seis cada uno; la isla entera fue asignada a uno de ellos como marqués (Nicolò Venieri), pero excluía el área de Palaipolis (Kastri) y las tierras cercanas a Kapsali que quedaron indivisas. Los habitantes fueron convertidos en siervos y la isla usada solo como base contra los catalanes entonces enemigos de Venecia.
Pronto unos piratas turcos se establecieron en la isla y los venecianos llevaron un contingente de 900 soldados desde Creta para expulsarlos. Los venecianos también llevaron alimentos para los habitantes. Las relaciones entre los Venieri y Venecia empeoraron progresivamente porque los Venieri permitían la piratería contra los aliados de Venecia y por la falta de cooperación en la guerra contra Génova; cuando en el 1354 los Venieri pidieron una licencia de exportación y se les concedió solo la mitad de lo solicitado, los Venieri se convirtieron en oposición al gobierno de la República y favorecieron la revuelta en Creta y la proclamación en Creta de la República de San Titus (1363). Pero la derrota de los rebeldes derivó en un mayor control veneciano de las posesiones en los mares Egeo y Jónico. Los cuatro hermanos Venieri fueron depuestos y 11 de los 24 feudos les fueron confiscados; la isla fue declarada posesión veneciana administrada por un gobernador o Castellani. Se establecieron posiciones fortificadas en Kapsali, Mylopotamos y especialmente en Palaiochora (la ciudad griega donde está Aghios Demetrios, fundada por los Eudaimonoioannis antes del 1205) y los puertos de Kapsali y Aghios Nikolaos (Avlemon) fueron reforzados, y quisieron levantar un castillo al lado de Aghios Georgios, que nunca fue construido.

### Dominio veneciano
A partir del 1301 Citera era sede de un obispado ortodoxo dependiente de Monemvàsia (el Chysobullon), y el dominio veneciano directo desde el 1365 no cambió la libertad religiosa de los griegos, pero pronto el obispo se convirtió en el protopapa, título equivalente a delegado episcopal. En el siglo XV los obispos recuperaron su título.
Cuando los otomanos conquistaron el Peloponeso en el 1461, Korone, Modone, Monemvàsia y Citera permanecieron en manos de Venecia, y los venecianos dominaron la isla sin un inminente peligro turco hasta el 1537 cuando fue atacada por los otomanos dirigidos por Barbarroja y algunas ciudades fueron destruidas (entre ellas Palaiochora que tenía más de siete mil habitantes y era sede del obispo). Miles de cautivos fueron hechos por los otomanos y vendidos como esclavos y los siguientes gobernadores venecianos, hicieron llamamientos para el establecimiento de colonos, pero no consiguieron recuperar la situación. Monemvasia cayó en manos de los otomanos en 1540 y el castellani de Cerigo ofreció a sus habitantes realojarse en la isla, pero muy pocos lo hicieron y casi todos se marcharon a Creta, Chipre, Cefalonia o Corfú. En el 1540 los obispos recibieron el derecho exclusivo de ordenar sacerdotes en Creta. Al final del siglo XVI el obispo Maximos Margounios fue un famoso erudito griego, teólogo, poeta y escritor. En el 1715 los otomanos desembarcaron en Citera y ocuparon una parte de la isla, pero se retiraron en el 1718.

### Gobernadores (castellaniyproveditori)
- 1698-1700: Marcantonio Trevisano
- 1700-1702: Marco da Riva
- 1702-1704: Teodoro Trevisano
- 1704-1708: Nicolò Bondú
- 1708-1710: Marco Venier
- 1710-1712: Domenico Quirini
- 1712-1714: Angelo Foscarini
- 1714-1716: Sebastiano Marcello
- 1716-1719: Giovanni Quirini
- 1719-1721: Marcantonio Bono
- 1721-1724: Girolamo Bolini
- 1724-1726: Paolo Donato
- 1726-1729: Marino Donato
- 1729-1731: Nicolò Venier
- 1731-1733: Jacopo Bragadino
- 1733-1735: Antonio Marin
- 1735-1737: Scipione Boldu
- 1737-1739: Giuseppe Barbaro
- 1739-1741: Pietro Falier
- 1741-1744: Marcantonio Trevisano
- 1744-1746: Matteo Soranzo
- 1746-1748: Francesco-Antonio Paruta
- 1748-1751: Pietro-Maria da Mosto
- 1751-1753: Gianfrancesco Gritti
- 1753-1755: Giorgi Loredano
- 1755-1757: Pietro Donato
- 1757-1759: Cesare da Riva
- 1759-1761: Lodovico Morosini
- 1761-1763: Alessandro Bollani
- 1763-1766: Giovan-Paolo Pasta
- 1766-1768: Pietro Semitecolo
- 1768-1770: Leonardo Bono
- 1770-1772: Lorenzo Sorazo
- 1772-1774: Vincenzo Diedo
- 1774-1776: Maroco Cicogna
- 1776-1778: Antonio Dondolo (1.ª vez)
- 1778-1781: Pietro Marcello
- 1781-1783: Vincenzo Bembo
- 1783-1786: Davidde Trevisano
- 1786-1788: Antonio Pasqualigo
- 1788-1790: Giovannandrea Catti
- 1790-1792: Antonio Dondolo (2.ª  vez)
- 1792-1794: Francesco Di Mosto
- 1794-1796: Vincenzo Cornaro
- 1796-1797: Jacopo Soranzo

### Franceses y británicos
En el 1797 pasó a Francia y fue incluida en las Provincias Ilíricas. En el 1798 la isla fue otra vez asolada por un terremoto. Desde el 1800 formó parte de la República de las Siete Islas y después de la segunda ocupación francesa (1807–1809), fue ocupada por los británicos en octubre de 1809 y en 1815 integrada en la República de las Islas Jónicas. Entre 1815 y 1864 se estableció el protectorado británico de los Estados Unidos de las Islas Jónicas. Con el resto de las islas jónicas pasaron a Grecia en 1864 por el  Tratado de Londres.

### Tiempos modernos dentro de Grecia
En el 1903 otra vez fue teatro de un devastador terremoto. En el 1917 una efímera administración autónoma se instaló en la isla durante la confusión de la guerra, pero la soberanía griega nunca estuvo en discusión. En la Segunda Guerra Mundial la isla fue ocupada por los alemanes. La resistencia se organizó sobre todo en Potamos y fue liberada por los partisanos el 4 de septiembre de 1944. La isla continuó perdiendo población por la emigración y en los años ochenta eran solo tres mil personas, pero últimamente el turismo ha hecho que se recupere levemente.

## Sitios para visitar

### Cuevas

#### Cueva de Santa Sofía
La Cueva de Santa Sofía está situada al oeste de Citera, a 60 m s. n. m. Fue santuario de ninfas y más tarde se utilizaba para el culto cristiano. La contribución de Anna Petrocholou en 1955 hizo posible la exploración de la cueva, en la que se descubrieron pinturas de un templo del siglo XVIII. El precio por persona es de 4 € por persona adulta, 2 € para niños de entre 6 y 13 años, y gratis para menores de 6 años.

#### Cueva de Agia Sofia Kalamos
La Cueva de Santa Sofía, situada en Kalamos. A la entrada de la cueva se puede ver la Iglesia de Santa Sofía. Se trata de una pequeña capilla, en muy buen estado, que hace las veces de entrada a cueva. La cueva no está explotada turísticamente y no tiene iluminación.

#### Cueva de Houstis Diakofti
La Cueva de Houstis Diakofti está situada al este de Diakofti. Exacavaciones recientes han demostrado que hubo seres humanos vivendo en la cueva desde los periodos clásicos y romano. También se cree que la cueva pudo ser utilizada como un santuario. La entrada a la cueva se hace mediante unas escaleras en piedra. Al igual que Agia Sofía Kalamos, no es una atracción turística y no tiene iluminación.

### Castillos

#### Castillo de Citera
Construida sobre una fortaleza natural en el siglo XIII y ampliado según las fases de la historia de la isla. La parte más grande e importante del castillo fue construida por los venecianos en el año 1503, que gracias a su posición estratégica, se reparó varias veces para evitar su ruina. Debido a que está en los mares Jónico, Egeo y Cretense, se le conoce como el "ojo de Creta, ya que desde allí se podían controlar las entradas y salidas de los buques a Creta.
La entrada al castillo se hace mediante un túnel. En una de las paredes frontales podía verse el León de San Marcos, emblema de Venecia, que fue destruido por los franceses en 1797 junto con La Bilbia de los Nobles. Nada más entrar a la fortaleza, a la izquierda estaba la cárcel. Al suroeste del castillo está la gran reserva de agua construida por los venecianos. A medida que vamos subiendo por el castillo, a mano izquierda pueden verse casas de dos pisos que en algún tiempo estuvieron habitadas. Hace 200 años, la fortaleza contaba con 200 habitantes. Derecho a la Dapia suroeste de la enorme reserva de la época veneciana, con bóvedas y arcos. Dentro de la fortaleza estaba el Templo de Pantokratra, que cuenta con hermosos murales. El edificio que actualmente alberga el Archivo Histórico de Citera era la sede del diputado británico.
La Plaza de los Gobernadores es una gran iglesia construida en el siglo XVI, que inicialmente se llamó "Nuestra Señora de los Latinos". Más tarde, en 1806, se convirtió en una iglesia ortodoxa bajo el nombre de Myrtidiotissa. En una de las iglesias se depositaron las joyas e iconos del Monasterio Iraklion Agarathos tras la conquista de Creta a manos de los turcos. El castillo tiene muchas influencias venecianas, inglesas y ruso-turcas.

#### Castillo de Kato Chora Milopótamos
El Castillo de Kato Chora Milopótamos fue construido por los venecianos dada su situación estratégica (En la costa oeste de la isla), cercana a una aldea también controlada por los venecianos para el comercio con el Mar Jónico. La fortaleza fue construida en el año 1565 y las casas del interior del castillo estuvieron habitadas hasta los años 50. En el castillo se encuentra una necrópolis medieval. La única puerta importante de la fortaleza es La Puerta del León Alado, al igual que en el Castillo de Citera. Al igual que otras fortalezas, Milopotamos cuenta con nueve inglesias en su interior, con pinturas de los siglos XVI y XVII.

#### Castillo Avlaimona
El Castillo Avlaimona fue la tercera fortaleza veneciana construida en el este de Citera. Fue construida para el control del Mar Egeo mientras las otras dos más importantes vigilaban el Jónico y el Mediterráneo. Avlaimonas, Kapsali y Agia Pelagia fueron los puertos más importantes de Citera en esa época. En su apogeo, el Castillo Avlaimona contaba con cañones y un observatorio. El barco Mentor, lleno de mármol para el castillo, naufragó en Mar de Citera. Esto llegó hasta Malta, desde donde vinieron buceadores para rescatarlos. Avlaimonas cuenta con un pasillo interior con 14 arcos, de los cuales 11 fueron restaurados y aún pueden verse.

#### Kastropoliteia Paleochora
Kastropoliteia Paleochora está actualmente en ruinas. Fue un castillo bizantino que fue durante un tiempo capital de la isla. Inicialmente fue llamada "San Demeterio" al finalizar su construcción, en el siglo XII. Es una fortaleza natural con una garganta profunda. La ciudad fue destruida en 1537 por el almirante de la flota turca, Barbarroja, la "amenaza negra", masacraron a muchos de sus habitantes, quemaron y arrasaron la ciudad capital que desde entonces no se ha vuelto a ocupar.

### Playas
Citera cuenta con numerosas playas, de las cuales la más destacable es la playa de Langada, situada en el norte de la isla. Además cuenta con una bandera azul. Aparte de ésta, también están las playas de Agia Pelagia, Avlemonas, Firí Ammos, kaladí y Kalami.

## Curiosidades
El explorador francés Louis Antoine de Bougainville en el 1768 bautizó Tahití, una isla de la Polinesia con el nombre de Nouvelle Cythère (Nova Cythera en latín, Nueva Citera en español) porque consideraba que aquella isla del Pacífico era como un paraíso terrenal con un pueblo feliz y que vivía con amor e inocencia.
El cineasta griego Theo Angelopoulos realizó en 1984 su película Viaje a Cytera (Ταξίδι στα Κύθηρα, Taxidi sta Kythêra), donde la isla es representada desde su evocación mítica. El filme se desarrolla en realidad en invierno, en una población de la Macedonia griega, donde un padre retorna luego de 32 años de exilio en la URSS ante la mirada turbada de su hijo Alexandre. En la mitología de este país, Citera es la isla donde se cumplen los sueños felices. Como Telémaco, el hijo de Ulises, Alexandre se pregunta por la búsqueda de su padre. Esta película es, en síntesis, un viaje a las páginas oscuras de la historia de Grecia, donde el mito se interpone.